# ريان هوارد
ريان هوارد (بالإنجليزية: Ryan Howard)‏ (و. 1979 – م) هو لاعب كرة قاعدة، من الولايات المتحدة الأمريكية، ولد في سانت لويس، ميزوري.

## جوائز
حصل على جوائز منها:
- Player of the Year ‏ (2006)
- جائزة اللاعب الأكثر قيمة لدوري كرة القاعدة الرئيسي [الإنجليزية]‏.

## روابط خارجية
- ريان هوارد على موقع دوري كرة القاعدة الرئيسي (الإنجليزية)
- ريان هوارد على موقعبيزبول رفرنس.كوم (الدوري الرئيسي) (الإنجليزية)
- ريان هوارد على موقعبيزبول رفرنس.كوم (الدوري الثانوي) (الإنجليزية)
- ريان هوارد على موقع إي إس بي إن.كوم (أم.أل.بي) (الإنجليزية)
- ريان هوارد على موقع مشجعي الرسوم البيانية (الإنجليزية)